# 劉志平

劉志平近照

劉志平（1900年—1963年7月14日）又名镜清，字涟漪。山东省招远县（今招远市）东良村人。中华民国政治人物，中国国民党党员，中统特务。

## 生平
劉志平历任中国国民党山东省党部组织部部长，国民政府外交部亚州司司长，国民党中央参议员、制宪国民大会代表，南京市法院院长，立法院立法委员等职务。后赴台湾，继续担任立法委员。
1963年7月14日，劉志平病逝。